# Tytry
Tytry jsou vesnice a část městyse Pavlíkov v okrese Rakovník ve Středočeském kraji.

## Název
Název vesnice je odvozen ze staročeského slovesa tytrati (bručet) ve významu ves bručounů. V historických pramenech se jméno objevuje ve tvarech: de Tyter (1318, 1382, 1445), Tytry (1584), na Tytřích (1603), Tyter (1654) nebo Tittrich a Titry (1845).

## Historie
První písemná zmínka o vesnici pochází z roku 1318.
V roce 1932 byly ve vsi evidovány tyto živnosti a obchody: družstvo pro rozvod elektrické energie v Tytrech, hostinec, kovář, mlýn, obchod s lahvovým pivem, rolník, dva obchody se smíšeným zbožím a trafika.

## Obyvatelstvo
| Rok            | 1869 | 1880 | 1890 | 1900 | 1910 | 1921 | 1930 | 1950 | 1961 | 1970 | 1980 | 1991 | 2001 | 2011 | 2021 |
| -------------- | ---- | ---- | ---- | ---- | ---- | ---- | ---- | ---- | ---- | ---- | ---- | ---- | ---- | ---- | ---- |
| Počet obyvatel | 247  | 245  | 223  | 199  | 227  | 228  | 188  | 124  | 104  | 100  | 87   | 56   | 64   | 48   | 50   |
| Počet domů     | 34   | 35   | 35   | 35   | 35   | 36   | 37   | 37   | 32   | 27   | 24   | 30   | 30   | 31   | 31   |

## Obecní správa
Při sčítání lidu v letech 1850–1879 Tytry byly osadou obce Velký Újezd v okrese Rakovník. V letech 1880–1979 byly samostatnou obcí v okrese Rakovník. Od 1. ledna 1980 jsou částí městyse Pavlíkov v okrese Rakovník.